# 胃肠道生理学
胃肠道生理学是人类生理学的一个分支，它主要研究的是胃肠道的生理功能。胃肠道是人體处理食物的地方，主要負責吸收营养物质和排泄糞便。消化道處理食物時會涉及以下幾個過程，分別為蠕動、分泌、调节、消化和循环。这些过程對於消化和吸收营养来說至关重要。